# Біла Глина (Верхотурський міський округ)
Бі́ла Гли́на (рос. Белая Глина) — присілок у складі Верхотурського міського округу Свердловської області.
Населення — 57 осіб (2010, 79 у 2002).
Національний склад населення станом на 2002 рік: росіяни — 96 %.